# گریت باردفیلد
گریت باردفیلد (به انگلیسی: Great Bardfield) یک روستا و محله مدنی در بریتانیا است که در Braintree واقع شده‌است. گریت باردفیلد ۱٬۲۲۷ نفر جمعیت دارد.